# Cola diversifolia
Cola diversifolia är en malvaväxtart som beskrevs av Adolf Engler. Cola diversifolia ingår i släktet Cola och familjen malvaväxter. Inga underarter finns listade i Catalogue of Life.